# Firmine Richard
Firmine Richard (Pointe-à-Pitre, 25 de septiembre de 1947) es una actriz francesa de cine, teatro y televisión, reconocida por su participación en las películas 8 mujeres, Trivial y Juntos, nada más. Por su desempeño en 8 mujeres, ganó un Premio del Cine Europeo a la mejor actriz europea, entre otros galardones.

## Filmografía

### Cine y televisión
| Año     | Título                                         | Rol                         | Director                              | Notas        |
| ------- | ---------------------------------------------- | --------------------------- | ------------------------------------- | ------------ |
| 1989    | Mama, There's A Man in Your Bed                | Juliette Bonaventure        | Coline Serreau                        |              |
| 1990    | Tolgo il disturbo                              | Anita                       | Dino Risi                             |              |
| 1993    | Commissaire Dumas d'Orgheuil: John             | Séraphine Risette           | Philippe Setbon                       | Telefilme    |
| 1993    | J'aime pas qu'on m'aime                        | Enfermera                   | Stéphane Kurc                         | Telefilme    |
| 1993    | Flash - Le reporter-photographe                | Mutter Toue                 | Philippe Triboit                      | Serie de TV  |
| 1995    | Élisa                                          | Wee-Wee                     | Jean Becker                           |              |
| 1996    | Antoine                                        | Juana                       | Jérôme Foulon                         | Telefilme    |
| 1996    | L'amerloque                                    | Winnie Butler               | Jean-Claude Sussfeld                  | Telefilme    |
| 1997    | Mira la magnifique                             |                             | Agnès Delarive                        | Telefilme    |
| 1997    | Les petites                                    |                             | Wanda Kujacz                          | Cortometraje |
| 1998    | Riches, belles, etc...                         |                             | Bunny Schpoliansky                    | Cortometraje |
| 1998    | L'honneur de ma famille                        |                             | Rachid Bouchareb                      | Telefilme    |
| 1998    | Fugue en ré                                    | Rose Bonaventure            | Christian Faure                       | Telefilme    |
| 1998    | L'amour noir                                   |                             | Liliane Watbled Guenoun               | Cortometraje |
| 1998    | La kiné                                        | Esther                      | Thierry Lassalle                      | Serie de TV  |
| 1999    | One 4 All                                      |                             | Claude Lelouch                        |              |
| 1999    | Une journée de merde !                         | Madre de Sabine             | Miguel Courtois                       |              |
| 2000    | Léopold                                        | Madame Mae                  | Joël Séria                            | Telefilme    |
| 2000    | Suite en ré                                    | Rose                        | Christian Faure                       | Telefilme    |
| 2000-07 | Le grand patron                                | Solange / Florence Gentil   | Christian Bonnet                      | Serie de TV  |
| 2001    | 8 Women                                        | Madame Chanel               | François Ozon                         |              |
| 2001    | Fils de Zup                                    | Lulu                        | Gilles Romera                         |              |
| 2002    | 3 zéros                                        | Rose                        | Fabien Onteniente                     |              |
| 2002    | Ein Albtraum von 3 1/2 Kilo                    | Mathilda Mâhl               | Uwe Janson                            | Telefilme    |
| 2003    | Simon le juste                                 | Madame traoré               | Gérard Mordillat                      | Telefilme    |
| 2003    | Par amour                                      | Bernadette Chabot           | Alain Tasma                           | Telefilme    |
| 2003    | Laverie de famille                             |                             | Frédéric Demont                       | Telefilme    |
| 2003    | Mon beau sapin                                 |                             | Diane Morel                           | Cortometraje |
| 2004    | Pédale dure                                    |                             | Gabriel Aghion                        |              |
| 2004    | Courrier du coeur                              | Yvonne Merieux              | Christian Faure                       | Telefilme    |
| 2005    | Dans tes rêves                                 | Nicaise                     | Denis Thybaud                         |              |
| 2005    | Les Parrains                                   | Claudia                     | Frédéric Forestier                    |              |
| 2005    | L'homme qui voulait passer à la télé           |                             | Amar Arhab & Fabrice Michelin         | Telefilme    |
| 2005    | La famille Zappon                              | Emilie                      | Amar Arhab & Fabrice Michelin         | Telefilme    |
| 2007    | Hunting and Gathering                          | Mamadou                     | Claude Berri                          |              |
| 2007    | Trivial                                        | Enfermera jefe              | Sophie Marceau                        |              |
| 2007    | Vous êtes de la police ?                       | Chantal Dumas               | Romuald Beugnon                       |              |
| 2007    | Big City                                       | Black Mama                  | Djamel Bensalah                       |              |
| 2007    | Confidences                                    | Sexóloga                    | Laurent Dussaux                       | Serie de TV  |
| 2009    | La Première Étoile                             | Marie-Therese Louise-Joseph | Lucien Jean-Baptiste                  |              |
| 2009    | Opération Saint-Esprit                         | Mme Germain                 | Séverine Ferrer                       | Cortometraje |
| 2010    | Retour au pays                                 |                             | Dalle Julien                          |              |
| 2010    | Je vous aime très beaucoup                     | Nonna                       | Philippe Locquet                      |              |
| 2011    | Un baiser papillon                             | Enfermera                   | Karine Silla                          |              |
| 2011    | A Happy Event                                  |                             | Rémi Bezançon                         |              |
| 2011    | Les Tribulations d'une caissière               | Sandy                       | Pierre Rambaldi                       |              |
| 2011    | Tales of the Night                             | Voz                         | Michel Ocelot                         |              |
| 2011    | Un pas en avant - Les dessous de la corruption | Madre de Délalie            | Sylvestre Amoussou                    |              |
| 2011    | Aïcha                                          | Madame Ginette              | Yamina Benguigui                      | Serie de TV  |
| 2011    | Soulwash                                       | Abuela                      | Douglas Attal                         | Cortometraje |
| 2011-13 | Famille d'accueil                              | Marguerite                  | Alain Wermus                          | Serie de TV  |
| 2012    | Bowling                                        | Firmine                     | Marie-Castille Mention-Schaar         |              |
| 2012    | Solitudes                                      | Psicóloga                   | Liova Jedlicki                        | Cortometraje |
| 2012    | Nos chers voisins                              | Lucie                       |                                       | Serie de TV  |
| 2013    | De Grâce !                                     |                             | Yvan Delatour                         | Cortometraje |
| 2013    | Les îles d'en face                             | Rose                        | Philippe Giangreco & Gwendal Pointeau | Serie de TV  |
| 2014    | Rosenn                                         |                             | Yvan Le Moine                         |              |
| 2014    | Coup de coeur                                  | Yolande                     | Dominique Ladoge                      | Telefilme    |
| 2015    | Le grand partage                               | Philomena                   | Alexandra Leclère                     |              |
| 2015    | Serial Teachers 2                              | Madame Saint-Gilles         | Pierre-François Martin-Laval          |              |
| 2015    | Family Show                                    | Hermeline Clement           | Pascal Lahmani                        | Telefilme    |
| 2015    | Frères d'armes                                 |                             | Rachid Bouchareb                      | Serie de TV  |
| 2016    | Dieumerci                                      | Inspectora Schneider        | Lucien Jean-Baptiste                  |              |